# Lecanora griseofulva
Lecanora griseofulva är en lavart som beskrevs av Elix & Øvstedal. Lecanora griseofulva ingår i släktet Lecanora och familjen Lecanoraceae.   Inga underarter finns listade i Catalogue of Life.